# Волк (фильм, 2008)
«Волк» (швед. Varg) — шведский фильм-драма 2008 года продолжительностью 95 минут, снятый по эпизоду из трилогии Черстин Экман «Волчья шкура».
Премьера фильма состоялась 4 апреля 2008 года.

## Сюжет
Фильм рассказывает о том, как традиционный образ жизни саамов сталкивается с законами современного шведского общества. Действие разворачивается в горном районе на границе шведского Емтланда и норвежского Трённелага среди саамов, занимающихся оленеводством. Главный герой Клеменс Клементсен является для своего племянника Нейлы (Нильса) примером для подражания. Нейла мечтает вести жизнь в горах в согласии с природой. Они на пару пасут небольшое стадо, которое принадлежит Нейле и его отцу Матсу. За два года оно сильно уменьшилось, но вот на него вновь нападает волк, максимально обостряя проблему его выживания. Перед Клеменсом и Нейлой встаёт дилемма, как защитить оленей, если закон запрещает охоту на волков. Вскоре в окрестностях Херсена, где живёт Нейла и Клеменс, инспекторы Государственного управления охраны окружающей среды обнаруживают обгоревший труп волка.

## В ролях
| Актёр           | Роль                |
| --------------- | ------------------- |
| Стормаре Петер  | Клеменс Клементсен  |
| Лундберг Робин  | Нейла               |
| Деллескуг Мария | Анита               |
| Дегерлунд Рольф | Матс                |
| Сарри Инга      | Ристен              |
| Мартин Сванте   | комиссар Хеннингсон |
| Клинг Густав    | Пер Нильссон        |